# Alecton discoidalis
Alecton discoidalis là một loài bọ cánh cứng trong họ Đom đóm (Lampyridae). Loài này được Laporte de Castelnau miêu tả khoa học năm 1833.

## Hình ảnh

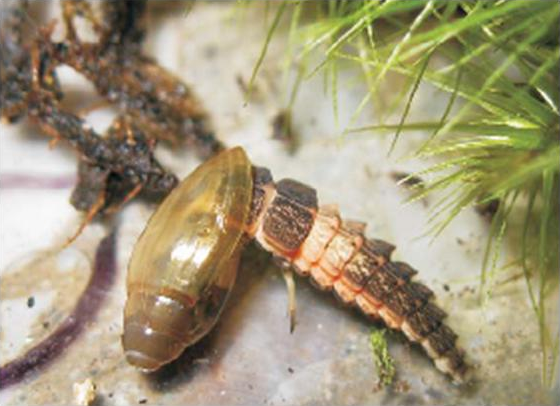
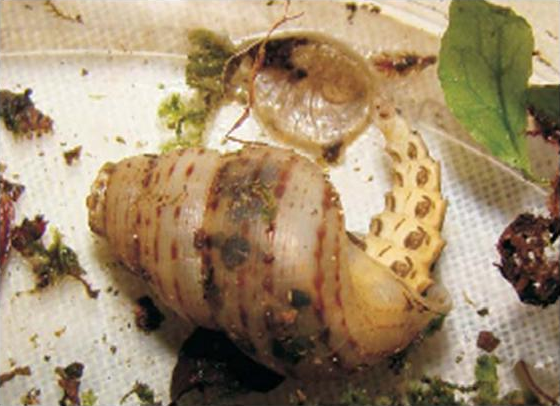
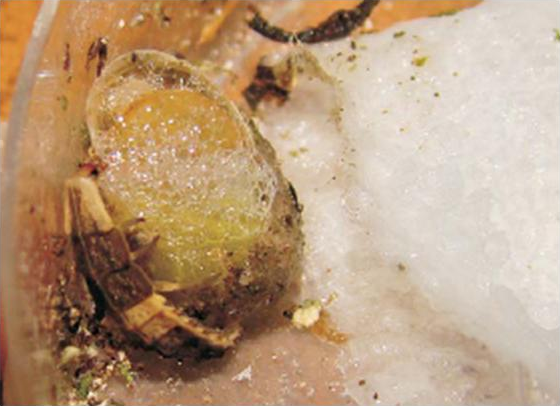
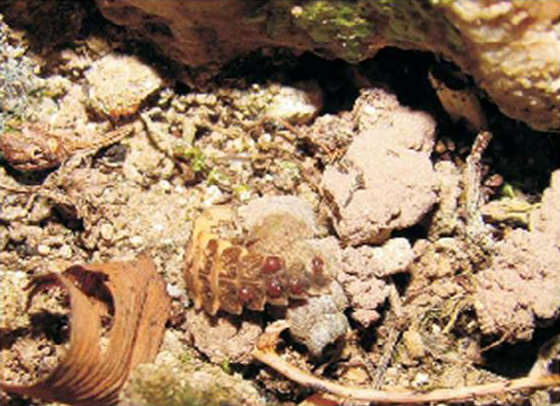